# Фридрих V фон Байхлинген
Фридрих V фон Байхлинген (на немски: Friedrich V von Beichlingen; † 30 юли 1287) е граф на Байхлинген и Лора.

## Произход
Той е син на граф Фридрих IV фон Байхлинген († 30 ноември 1275) и първата му съпруга с неизвестно име. Баща му се жени втори път на 24 април 1246 г. за графиня Хердвиг фон Хонщайн († 1294). Полубрат е на Фридрих VI фон Байхлинген (II) († 1313), граф на Байхлинген-Ротенбург.

## Фамилия
Фридрих V фон Байхлинген се жени пр. 28 април 1268 г. за София фон Глайхен-Глайхенщайн († сл. 1306), дъщеря на граф Хайнрих I фон Глайхенщайн († 1257) и графиня Мехтилд фон Шверин († 1263). Те имат децата:
- Хайнрих I фон Байхлинген-Лора (II) 'Млади' († сл. 1335), граф на Байхлинген и Лора, женен пр. 1303 г. за Ода фон Хонщайн († сл. 1307)
- Фридрих II (VI) фон Байхлинген-Лора († сл. 7 февруари 1303), граф на Байхлинген и Лора
- Гунцелин фон Байхлинген († между 24 януари 1303 – 12 май 1307), домхер във Вюрцбург (1290 – 1292), домхер в Халберщат (1292), домхер в Магдебург (1294), приор в Св. Бонифац в Халберщат (1297 – 1303)
- Конрад
- дъщеря († сл. 1287), монахиня във Франкенхаузен
- дъщеря († сл. 1287), монахиня във Франкенхаузен
- две деца (* пр. 1272)